# Vera Icon (Van Eyck)
Het Vera Icon (Latijn: "ware afbeelding") of Imago Christi ("beeltenis van Christus") is een olieverfschilderij van Jan van Eyck uit 1438-40, waarvan het origineel waarschijnlijk verloren is gegaan. Het betreft een gestileerd en geïdealiseerd portret van Jezus. Een eigentijdse kopie, vermoedelijk in het atelier van Van Eyck ontstaan, bevond zich eeuwenlang in de Sint-Servaaskerk in Maastricht, waar het tevens een functie in de liturgie vervulde. Het schilderij behoort sinds 1827 tot de collectie van de Alte Pinakothek in München. Een andere kopie, waarschijnlijk ook uit het atelier van Van Eyck, is mogelijk afkomstig van de Sint-Baafskathedraal in Gent en bevindt zich sinds 1821 in de Gemäldegalerie in Berlijn. Daarnaast bestaan er nog talrijke andere kopieën en imitaties, waarvan in veel gevallen niet vaststaat wanneer ze zijn ontstaan. Een voor 'echt' gehouden versie in het Groeningemuseum in Brugge bleek een 17e-eeuwse kopie te zijn.

## Geschiedenis
Volgens een inscriptie op de Berlijnse lijst is het oorspronkelijke schilderij ontstaan in 1438. Mogelijk schilderde Van Eyck in 1440 een tweede versie. Niet bekend is wie deze schilderijen in bezit had en wat er mee gebeurd is. Evenmin is duidelijk waar de theorie op gebaseerd is dat de originelen verloren zijn gegaan (zie ook: Authenticiteit). Er zijn tegenwoordig verschillende versies in omloop, die licht van elkaar verschillen en waarvan sommige in het atelier van Jan van Eyck kunnen zijn ontstaan. Het exemplaar dat minimaal twee eeuwen in Maastricht en daarna bijna twee eeuwen in München werd bewaard, heeft de meest complete provenance en biedt daarnaast inzicht in de religieuze betekenis van het schilderij. Het krijgt om die reden extra aandacht in onderstaand overzicht.

### De Maastrichts-Münchense kopie

#### In de Sint-Servaaskerk

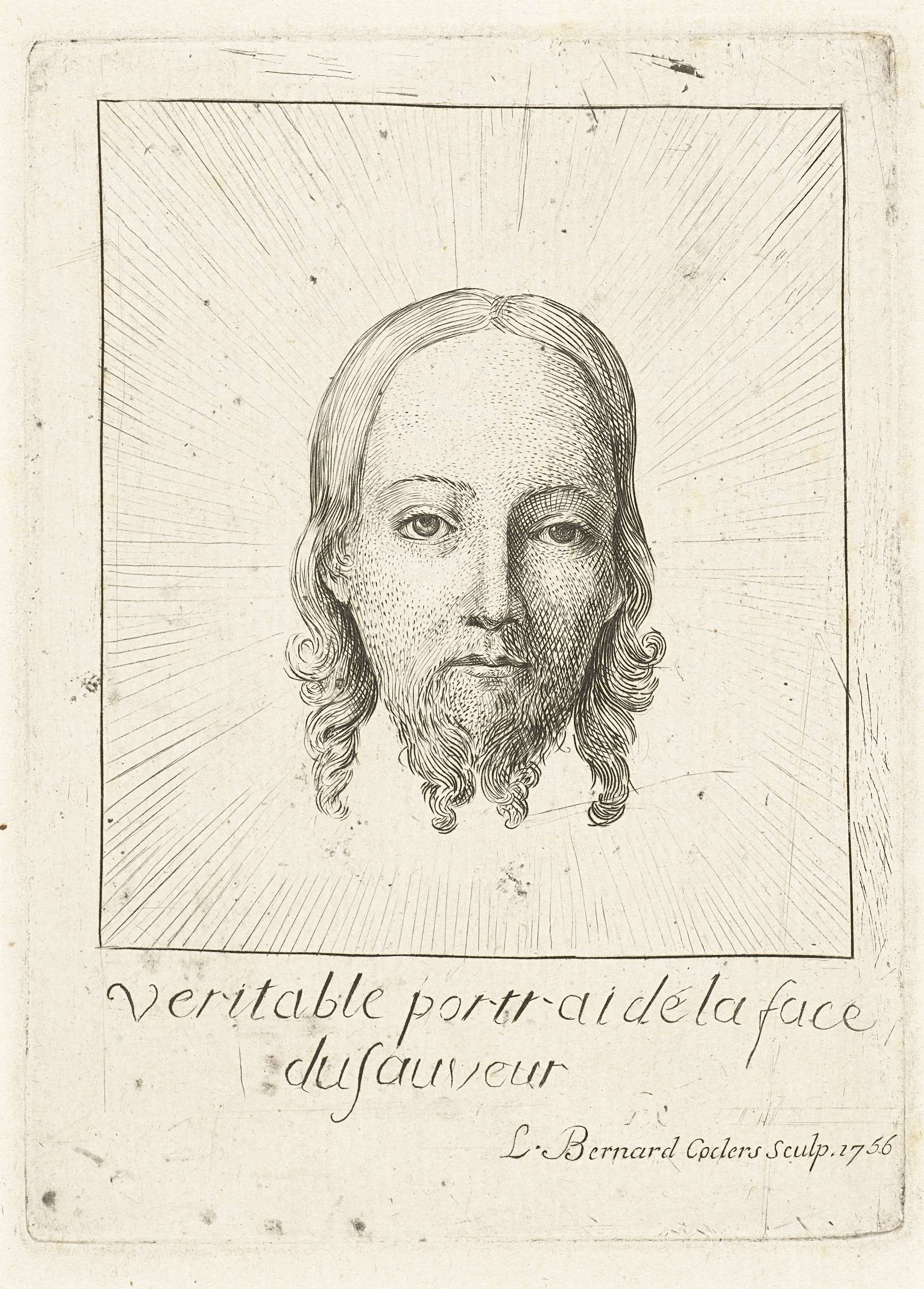
Ets van het Maastrichtse Vera Icon door Louis Bernard Coclers, 1756

Hoe en wanneer dit schilderij in de Sint-Servaaskerk terecht is gekomen, is niet met zekerheid bekend. De archieven van het kapittel van Sint-Servaas zijn tijdens de Franse tijd voor een groot deel verloren gegaan. Mogelijk verwierf de kerk het schilderij kort na 1457, toen paus Calixtus III het kerkelijk feest van de Transformatio, de gedaanteverandering van Jezus, verplicht stelde. In elk geval werd het schilderij op die feestdag op het hoofdaltaar tentoongesteld, zoals beschreven wordt in de Ordinarius custodum, een liturgisch boek dat allerlei aanwijzingen bevat voor de schatbewaarders of custodes van de kerk. In het handschrift uit circa 1610, dat een kopie is van een ouder handschrift, wordt vermeld dat met name vrouwen op deze feestdag het Imago Christi Salvatoris kwamen aanbidden. Het was het enige schilderij dat een functie had in de liturgie van de Sint-Servaaskerk. In de 17e eeuw werd het bewaard in de schatkamer van de kerk, op de bovenverdieping van de Dubbelkapel. In 1656 liet de toenmalige schatbewaarder het paneel onderzoeken door de lokale meesterschilder Petrus Christyns, die het herkende als een werk van Jan van Eyck.
Op zich is het niet gek dat een schilderij van de Maaslandse kunstenaar Van Eyck (afkomstig uit Maaseik en opgeleid te Luik) in een Maastrichtse kerk terechtkwam; hijzelf zal zeker contacten in deze stad gehad hebben. Ook waren omstreeks het midden van de 15e eeuw een drietal ambitieuze proosten van Sint-Servaas actief, die allen sterke banden met Brugge en Vlaanderen hadden: Willem van Gavere (ca. 1421-51), Nicasius van den Putte (1451-61) en Antonius Hanneron (1461-67). Het is niet ondenkbaar dat een van deze proosten het Vera Icon verwierf met het oog op het feest van de gedaanteverandering.

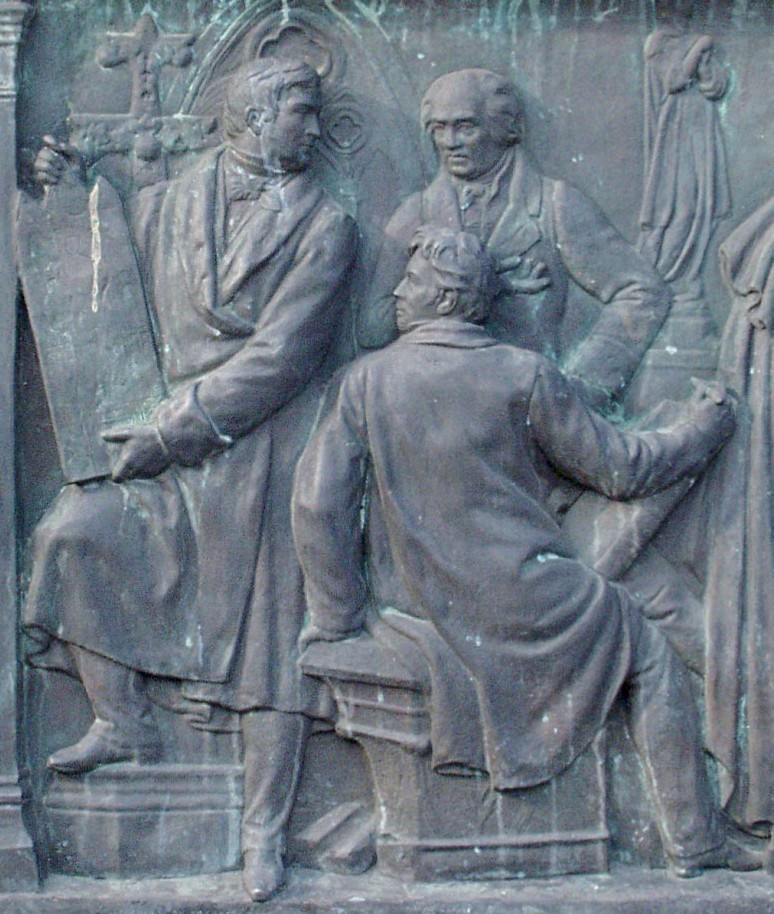
Gebroeders Boiserée (met F. Wallraf) op een reliëf aan de Keulse Heumarkt

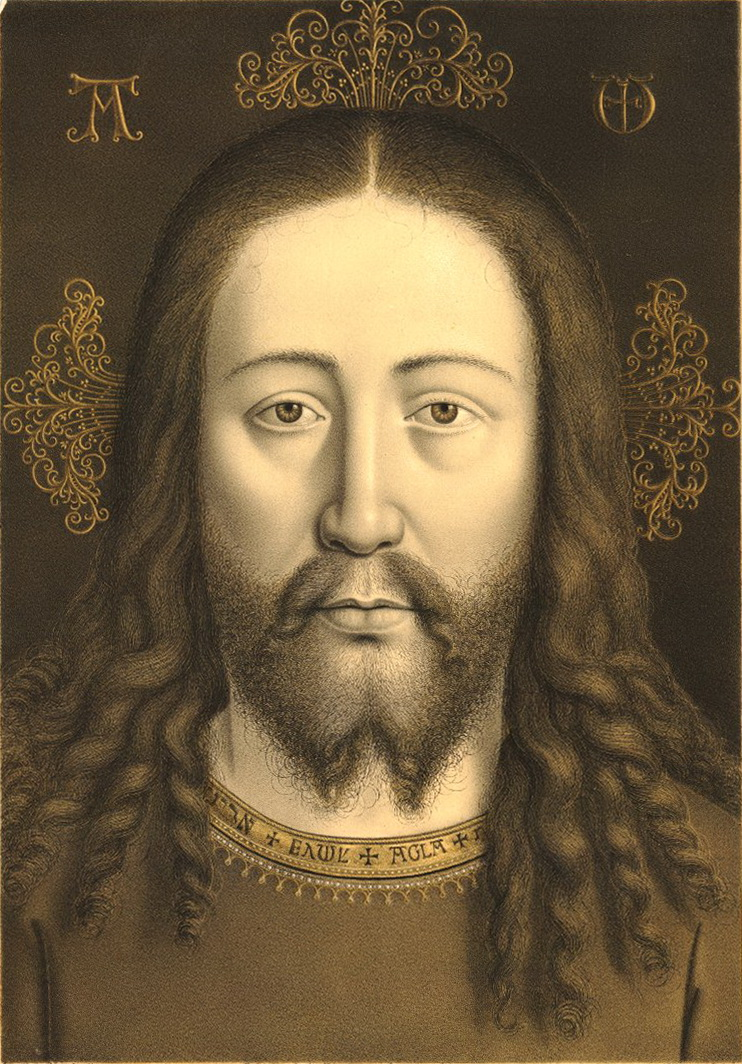
Commerciële prent van de Galerie des Frères Boisserée, 1825 (British Museum, Londen)

#### Naar München
De verovering van Maastricht door de Franse revolutionaire legers in 1794 luidde het einde in van het Sint-Servaaskapittel. In 1797 werd de kerk geconfisqueerd en daarna enkele jaren lang als militaire opslagplaats en paardenstal gebruikt. Een groot deel van de inventaris ging daarbij verloren. Het Vera Icon werd door een van de kanunniken, Adriaan Maurissen (1757-1822), verborgen, zoals ook gebeurde met andere kostbaarheden. Na de heringebruikname van de kerk in 1804, nu als parochiekerk, werd het schilderij echter niet teruggegeven. In 1817 verkocht Maurissen het voor 3000 gulden aan de Keulse kunsthandelaar Sulpiz Boisserée (1783-1854) en zijn broer Melchior (1786-1851). Bij de verkoop wisselden enkele andere werken van eigenaar, waaronder een Madonna naar Stephan Lochner. De gebroeders Boisserée stelden het een tiental jaren ten toon in hun privéverzameling te Heidelberg (de Galerie des Frères Boisserée), waar het gepresenteerd werd als een werk van Hans Memling. Toen Sophia van Württemberg, de keizerin-moeder van Rusland, het daar zag, riep ze uit: "Nun das ist wahrhaft Gott der Erlöser" (nu, dit is waarlijk God de verlosser). De schrijver Jean Paul barstte naar verluidt in tranen uit toen hij het zag. De broers lieten in 1825 een litho van het schilderij vervaardigen, die waarschijnlijk via het museum verspreiding vond.
De Boisserées verkochten hun collectie in 1827 aan koning Lodewijk I van Beieren, waarna deze deel uitmaakte van de Königliche Gemäldegalerie. In 1836 werd dit de Pinakothek, tegenwoordig de Alte Pinakothek. In de loop van de 19e eeuw leek de waardering voor het werk af te nemen. De architect Karl Friedrich Schinkel vond het portret te stijf en prefereerde de Berlijnse versie. Ook de Duits-Amerikaanse kunsthistoricus Erwin Panofsky gaf de voorkeur aan het Vera Icon in Berlijn, hoewel hij ervan overtuigd was dat dit een opzettelijke vervalsing was. In 1909 verhuisde het schilderij naar de Staatsgalerie im neuem Schloss Schleißheim in Oberschleißheim, even buiten München. Nadat dit kasteel in 1944 grotendeels was verwoest, keerde het terug naar de Alte Pinakothek. Het schilderij, dat bekendstaat als Das wahre Antlitz Christi, Kopie nach Jan van Eyck, wohl um 1500, wordt niet permanent tentoongesteld.

### De Berlijnse kopie
De provenance van het Berlijnse Vera Icon is minder duidelijk. Het schilderij werd in 1821 door Frederik Willem III van Pruisen aangekocht, als onderdeel van de zeer omvangrijke kunstverzameling van de in Berlijn wonende Engelse koopman Edward Solly (1776-1844). Hoe Solly aan dit werk kwam, is niet duidelijk. Mogelijk kocht hij het in 1816, via de kunsthandelaar Nieuwenhuys, van de kanunniken van de Sint-Baafskathedraal in Gent, samen met twaalf zijpanelen van Het Lam Gods. Een andere mogelijkheid is dat het afkomstig is uit een klooster in Burgos en dat Solly het in Segovia kocht. In Berlijn werd het aanvankelijk tentoongesteld in de Akademie der Künste, vanaf 1830 in het Königliches Museum (later: Altes Museum), vanaf 1904 in het Kaiser-Friedrich-Museum (thans: Bode-Museum). Na de Tweede Wereldoorlog bestond er lang onduidelijkheid over de eigendomsrechten van de Berlijnse kunstschatten. Pas in 1957 verhuisden de 'oude meesters' naar West-Berlijn, waar ze in Berlin-Dahlem te zien waren, als onderdeel van de collecties van de Staatliche Museen zu Berlin - Preußischer Kulturbesitz. In 1986 ten slotte werd aan het Kulturforum Berlin de Gemäldegalerie geopend. Het Vera Icon behoort niet tot de permanent tentoongestelde werken.

### De Engelse kopie
Een derde kopie die mogelijk uit het atelier van Van Eyck afkomstig is, bevindt zich sinds 1784 (of eerder) in Engeland, aanvankelijk in de Swinburne-collectie in Durham, later in Newcastle upon Tyne. Het betreft een klein paneel, waarvan de lijst ontbreekt. Volgens de kunstcriticus Martin Conway, die het in 1921 'ontdekte', moest dit wel het origineel zijn, waarvan alle andere versies zijn afgeleid. Voor die stelling droeg hij geen overtuigende argumenten aan en weinig auteurs zijn hem in die mening gevolgd. In 1923 werd het paneeltje voor een jaar in bruikleen afgestaan aan het Mauritshuis in Den Haag. In 1930 was het schilderij aanwezig op de tentoonstelling van Oud-Vlaamsche Kunst tijdens de Wereldtentoonstelling in Antwerpen; in 1956 in het Groeningemuseum in Brugge. De huidige verblijfplaats is onbekend.

### Andere versies

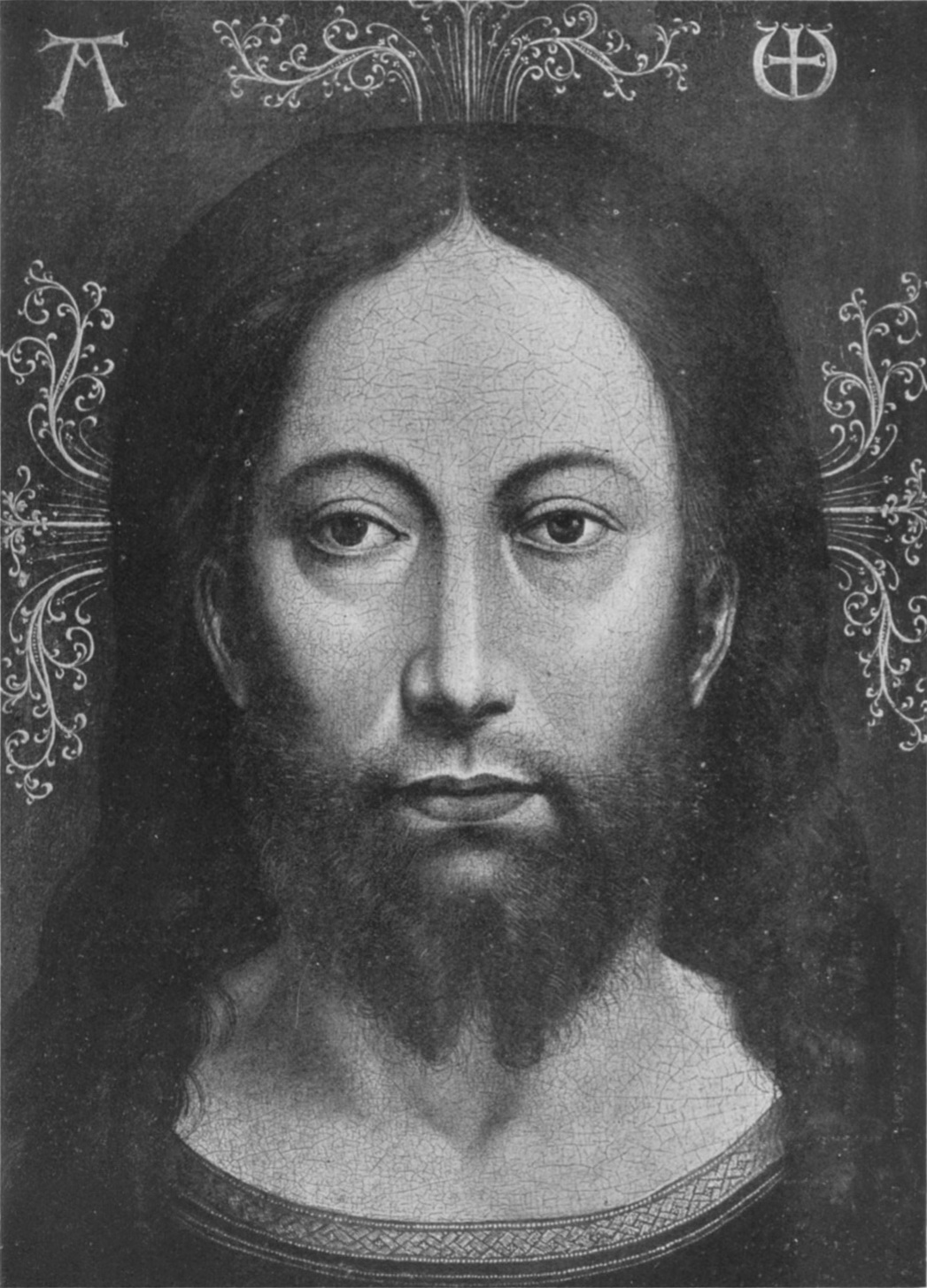
De afwijkende versie uit Innsbruck (na 1906)

Op de genoemde tentoonstelling in Brugge was ook zeker de 'eigen' Brugse versie te zien. Dit paneel is eveneens op klein formaat en vertoont ook andere overeenkomsten met het Engelse. De Brugse versie werd lange tijd gehouden voor een minder gelukte kopie, mogelijk een vroeg werk van Jan van Eyck, maar in 1981 toonden enkele kunsthistorici onder leiding van Aquilin Janssens de Bisthoven overtuigend aan dat het waarschijnlijk een (veel) latere kopie betreft. Het monogram PS of DS en het jaartal 1637 op de achterzijde van het paneel zou de naam van de kopiist en het jaar van ontstaan aanduiden.
In 1994 en 1996 werden in New York twee versies van het Vera Icon geveild, die beide tot het München-type behoren. Het eerste kwam uit de verzameling van Ulrich von Brockdorff-Rantzau; het andere bevond zich in een privécollectie in San Antonio, Texas. Het middenpaneel van een in 1909 in Parijs geveild drieluik behoort tot het Engels-Brugse type, evenals een paneel in de Koninklijke Kapel van de Kathedraal van Granada. Tamelijk afwijkend is het paneel dat zich vóór 1863 in een privécollectie in Stuttgart bevond, daarna in Londen, en vanaf 1906 in Innsbruck. Of het zich daar nog steeds bevindt, is onbekend. Een minder geslaagde kopie uit de late 15e eeuw bevindt zich sinds 1847 in de Britse Koninklijke Collectie.

## Iconografie

### Beschrijving
Het formaat en de conditie van de diverse panelen en lijsten verschilt behoorlijk. Het exemplaar dat zich in 1956 nog in Newcastle bevond, bezit geen lijst meer. De andere lijsten zijn nog origineel en worden hieronder beschreven. Het kleinste paneeltje is dat in Newcastle (ca. 24 × 17 cm); het grootste in Berlijn (ca. 51 × 39 cm; inclusief lijst). De andere zitten daartussenin, waarbij het paneel in München (50,6 x 37,3 cm) maar weinig verschilt met het Berlijnse, en dat in Innsbruck (ca. 39,5 × 28,5 cm) groter is dan het Brugse (ca. 32 × 26 cm).

#### Het gelaat

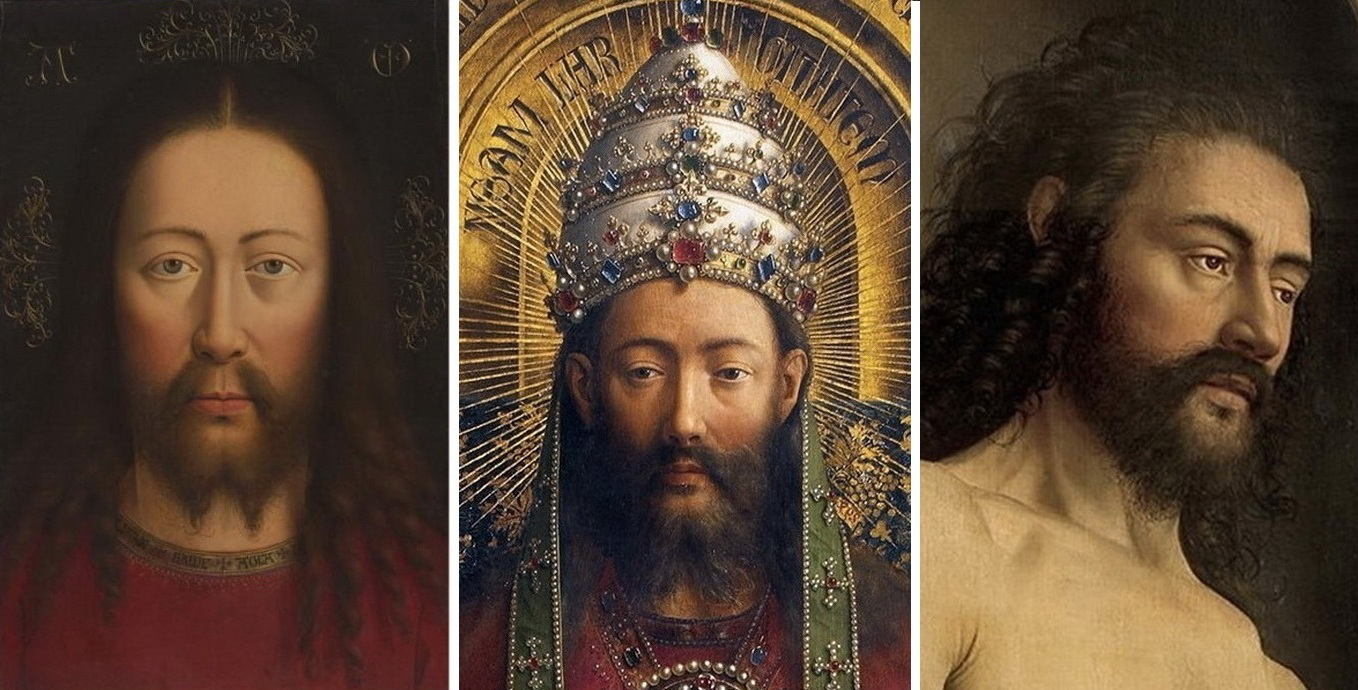
Jan van Eyck: Jezus de mens op het Vera Icon, samen met de goddelijke Jezus en Adam de oermens op Het Lam Gods

Het schilderij toont in alle versies het symmetrisch weergegeven gelaat van Jezus Christus dat de toeschouwer strak aankijkt. Jezus draagt een snor en een baard die in twee punten eindigt. Zijn lange, donkerbruine haar hangt omlaag in gevlochten strengen. Bij de Berlijnse versie valt de accoladevormige haarscheiding op. Jezus' ogen zijn groen-grijs. De huid is glad weergegeven met een lichte blos op de wangen. Bij vergelijking met het bovenste middenpaneel van het Gentse altaarstuk Het Lam Gods valt op dat de 'hemelse' Christus (volgens sommigen God de Vader) hier juist 'aardser' is weergegeven, met vollere lippen en dikkere wenkbrauwen. Het haar is minder gestileerd en de oren zijn zichtbaar. De overeenkomsten met het portret van Adam op hetzelfde altaarstuk (voltooid in 1432) lijken groter dan die met het minimaal zes jaar later geschilderde Vera Icon (1838/40).

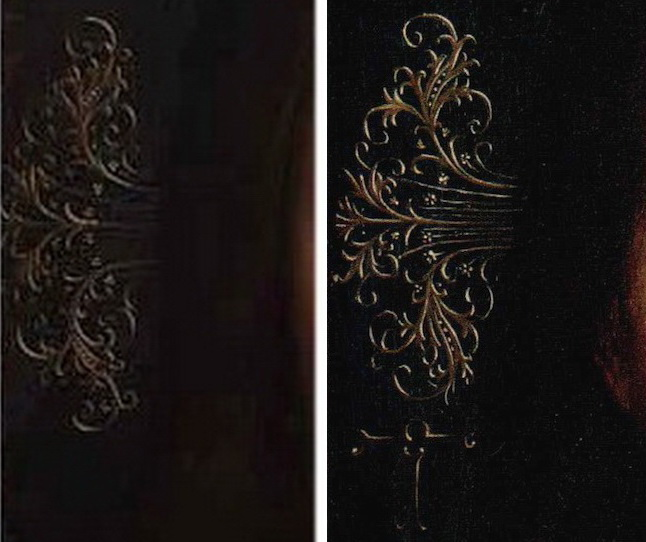
Detail van de nimbus in München en Berlijn

#### De nimbus
De nimbus of het aureool is op alle schilderingen weergegeven als een goudkleurige stralenkrans in de vorm van een kruis met florale motieven. Deze is als een fysiek object geschilderd, met schaduwen en lichte kleurverschillen. De Griekse letters Alfa en Omega ter weerszijden van de nimbus zijn op dezelfde manier geschilderd, als losstaande, metalen letters. Bij de meeste versies zijn aan de horizontale kruisarmen van de nimbus de letter I en F opgehangen, zoals men in de middeleeuwen juwelen bevestigde aan monstransen. De letters staan voor initium (begin) en finis (einde). Bij de Münchense versie ontbreken deze hangers. Zowel de Α en Ω, als de I en F refereren aan een van de laatste bijbelverzen, Openbaring 22:13, waarin God zegt: "Ik ben de alfa en de omega, de eerste en de laatste, het begin en het einde".

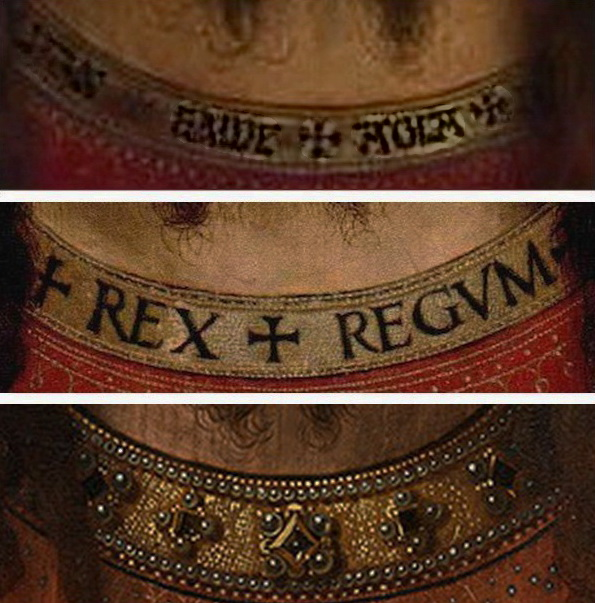
Jezus' hemdboord te München, Berlijn en Brugge

#### Het boord
Jezus draagt op alle versies van het schilderij een rood kleed of hemd met een gouden boord. De manier waarop het boord is weergegeven verschilt echter. Bij de Münchense versie staan drie woorden op het boord, die door Griekse kruisjes worden gescheiden. Het eerste, in het Hebreeuws, is: אֲדֹנָי ("Adonai" of "Heer"); vervolgens, in het Grieks: ΕλωΥ ("Eloï", ofwel: "God"); en ten slotte vier Latijnse letters: AGLA (een afkorting van de Hebreeuwse aanroeping "Atah Gibor Le-olam Adonai", wat betekent "Gij, o Heer, zijt eeuwig machtig"). In de Berlijnse versie staat op het (iets bredere) boord: + REX + REGVM + ("Koning der koningen"). Op de Engelse en Brugse versies is het boord nog breder en zijn er versieringen met edelstenen en parels op aangebracht.

#### De lijst

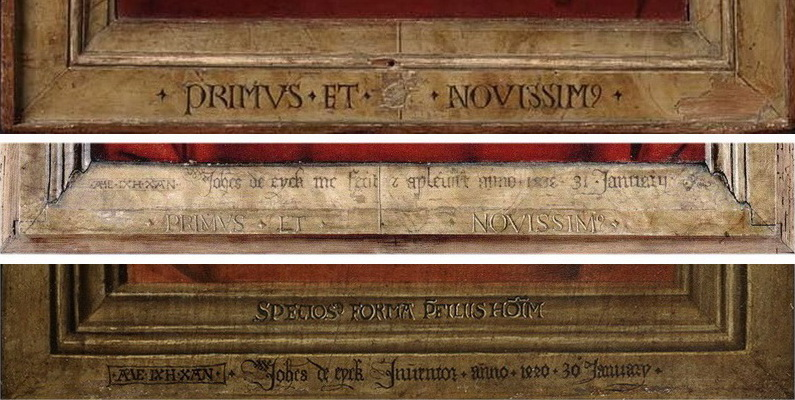
Inscripties op de benedenlijst van het Vera Icon te München, Berlijn en Brugge

De lijst was bij Van Eyck vaak een integraal onderdeel van het werk, soms geschilderd om op natuursteen te lijken en vaak met opschriften die geschilderd zijn alsof het gebeitelde inscripties zijn. Op de originele lijst, zowel in München als in Berlijn, staat aan de bovenkant: VIA · VERITAS · VITA ("[Ik ben] de weg, de waarheid en het leven"); op de benedenlijst: PRIMVS · ET · NOVISSIM(us) ("de eerste en de laatste"). De Brugse versie wijkt hier sterk van af met de tekst: IHESVS VIA · IHS VERITAS · IHESVS VITA ("Jezus [is] de weg, Ichtus/Jezus [is] de waarheid, Jezus [is] het leven") en SPECIOS[VS] FORMA P[RAE] FILIIS HO[M]I[NV]M ("Uiterlijke verschijningsvorm van de mensenzoon"). Zowel de Berlijnse als de Brugse versie bevatten daarnaast een aanvullende tekst op de benedenlijst. In de Berlijnse versie is dat, uiterst links in een kadertje en in pseudo-Griekse letters: ΑΛΣ · ΙΧΗ · ΧΑΝ, en vervolgens: JOH~ES DE EYCK ME FECIT & APLEVIIT ANNO · 1438 ·31 · JANUARY ("Als ik kan. Joh[ann]es van Eyck heeft mij gemaakt en [toegevoegd?] in het jaar des Heren 1438, 31 januari"). Bij de Brugse versie zijn de woorden ME FECIT & APLEVIIT vervangen door één woord: INVENTOR ("uitvinder, bedenker"), en is het jaartal 1440. Bijzonder aan het Brugse schilderij is dat de lijst een geschilderd onderdeel van het paneel is, wat de vraag oproept of dit idee afkomstig is van Van Eyck of van de kopiist. Er zijn aanwijzingen dat het schilderij in Newcastle ook zo'n trompe-l'oeil-lijst had, met exact dezelfde tekst.

### Authenticiteit
Zoals vermeld meende Conway dat het exemplaar in Newcastle het originele Vera Icon van Jan van Eyck moest zijn. De gangbare theorie is echter dat alle nog bestaande werken geschilderd zijn naar het voorbeeld van twee niet meer bestaande originelen, uit 1438 en 1440. De Brits-Belgische kunsthistoricus en kenner van de Vlaamse Primitieven James Weale beschreef in 1908 het paneel in München als "the earliest and best copy of a lost original probably painted by Hubert". Volgens de meeste kunsthistorici zijn er drie of vier andere schilderijen, die door kunnen gaan voor kopieën door Van Eyck zelf of uit zijn atelier. Naast het Münchense paneel zijn dit de schilderijen in de collectie van de Gemäldegalerie in Berlijn en in twee privécollecties (voorheen in Newcastle en Innsbruck). Vóór 1981 werd door sommigen ook het Brugse exemplaar hiertoe gerekend. De Utrechtse kunsthistoricus Aart Mekking deed vooral onderzoek naar het Maastrichts-Münchense exemplaar. Zowel Mekking als Panofsky betwijfelen of de gangbare theorieën met betrekking tot het ontstaan van de verschillende kopieën in de toekomst stand kunnen houden.

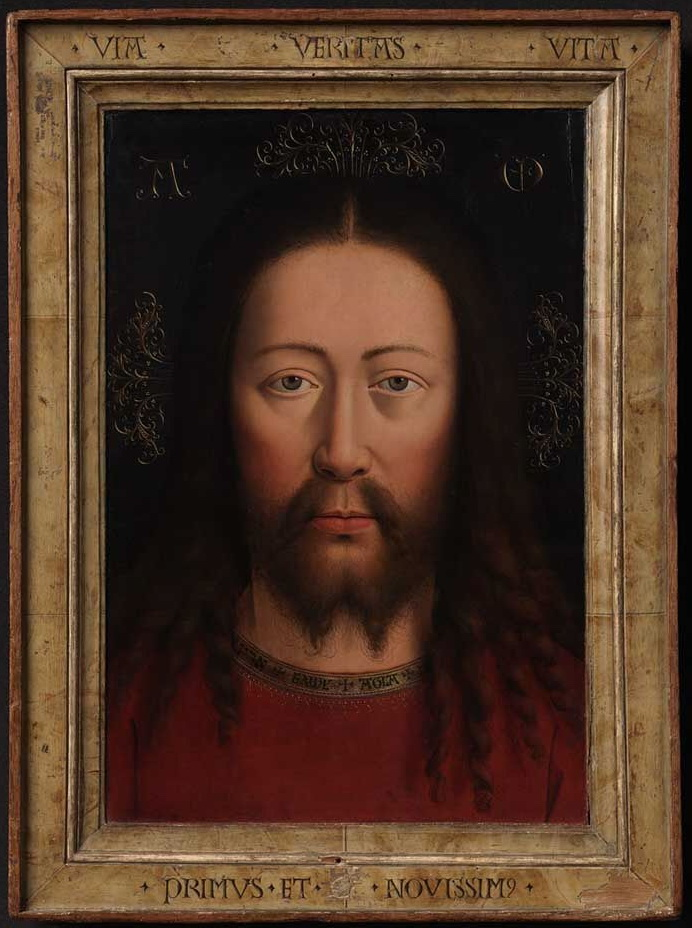
Vera Icon (München)
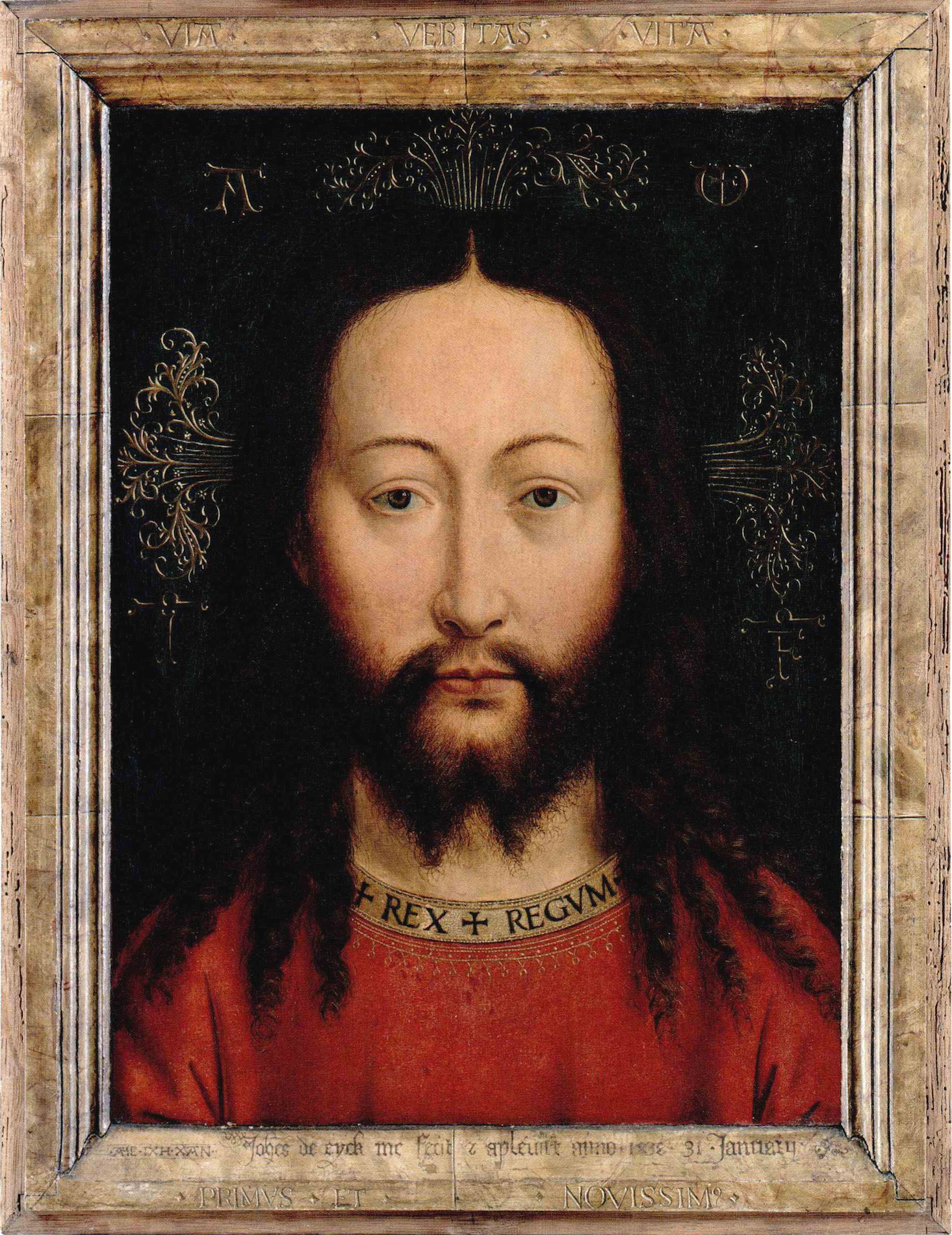
Vera Icon (Berlijn)
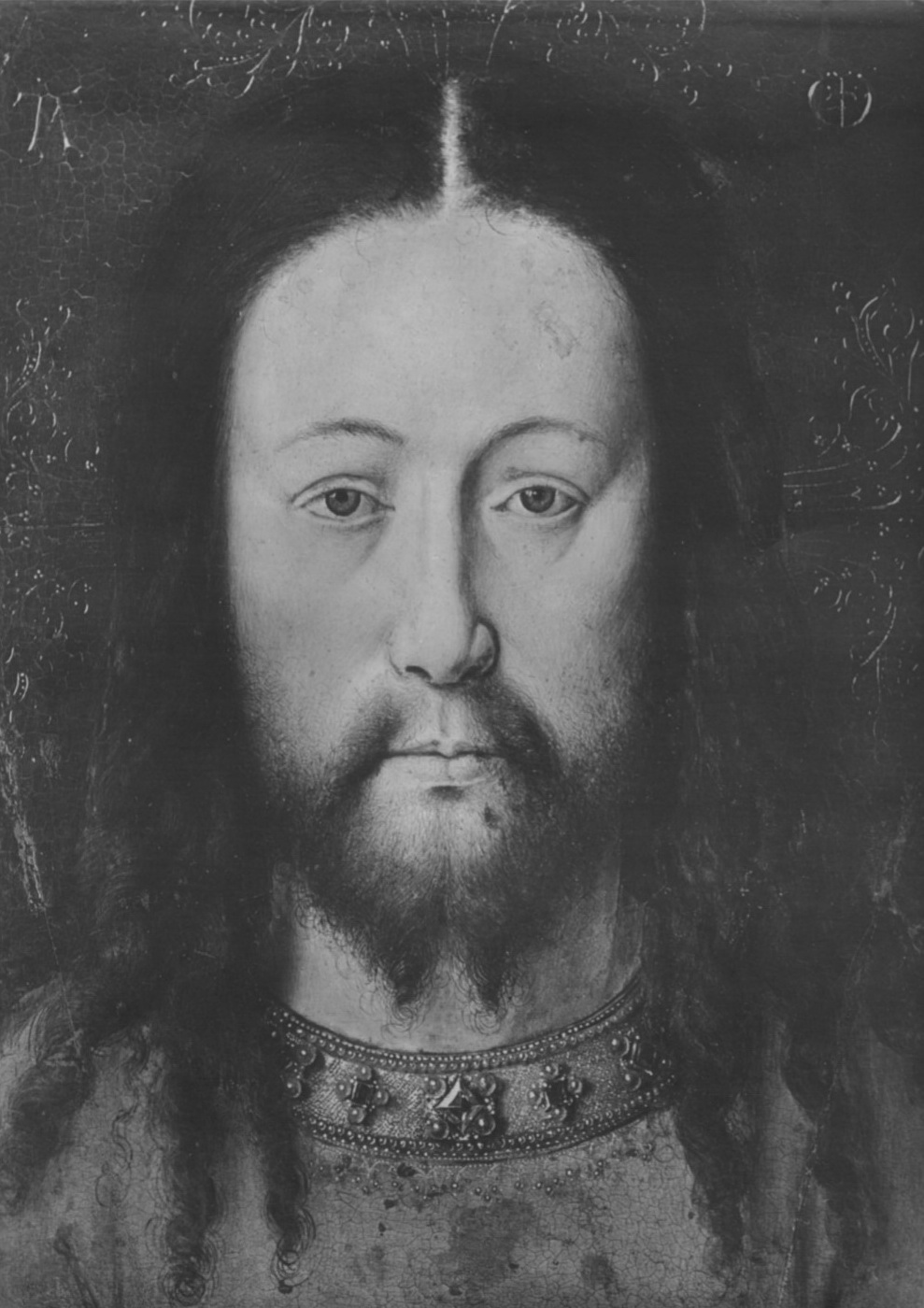
Vera Icon (Newcastle)
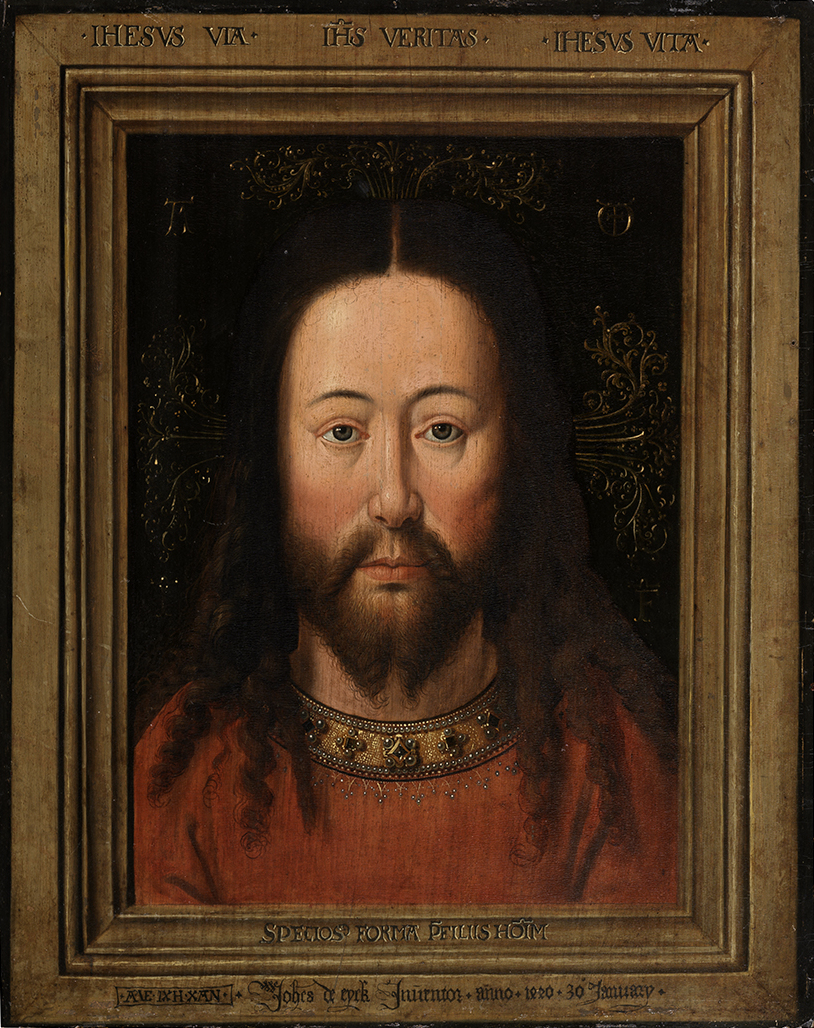
Vera Icon (Brugge)

### Invloed
Het streven van schilders om het "ware gezicht" van Jezus weer te geven, is al heel oud. Het idee dat dit mogelijk was werd versterkt door het geloof in het bestaan van de 'zweetdoek van Veronica', het 'Kleed van Edessa' en de 'brief van Lentulus', die allemaal claimden een afbeelding of omschrijving van het gelaat van Jezus te bevatten. Vóór Van Eyck schilderde men eenvoudig de zweetdoek of het kleed na. Van Eyck tilde dit naar een hoger niveau door Jezus weer te geven als een levende persoon met individuele trekken, die zich door de schilder laat portretteren. In zijn voetspoor volgden Christus, Bouts, Memling, Fra Angelico, Mantegna, Da Messina, Bellini, Botticelli en vele anderen. Kort nadat Van Eyck zijn Vera Icon schilderde, ontstond het portret van Jezus met doornenkroon (ca. 1445) van de Brugse schilder Petrus Christus. Het schilderij, dat zich thans in het Metropolitan Museum of Art in New York bevindt, is duidelijk schatplichtig aan Van Eyck. Dat kan niet gezegd worden van de Christus met doornenkroon van Fra Angelico, dat min of meer gelijktijdig met dat van Van Eyck ontstond en dat minstens dezelfde intensiteit heeft. De invloed van Van Eyck is enkele decennia later te herkennen in de verschillende versies van de zegenende Christus van Hans Memling en het portret van Jezus door Dieric Bouts, dat zich in het Museum Boijmans Van Beuningen in Rotterdam bevindt. Albrecht Dürers beroemde zelfportret uit 1500 is een echt renaissanceportret, maar refereert direct aan Van Eycks Vera Icon.

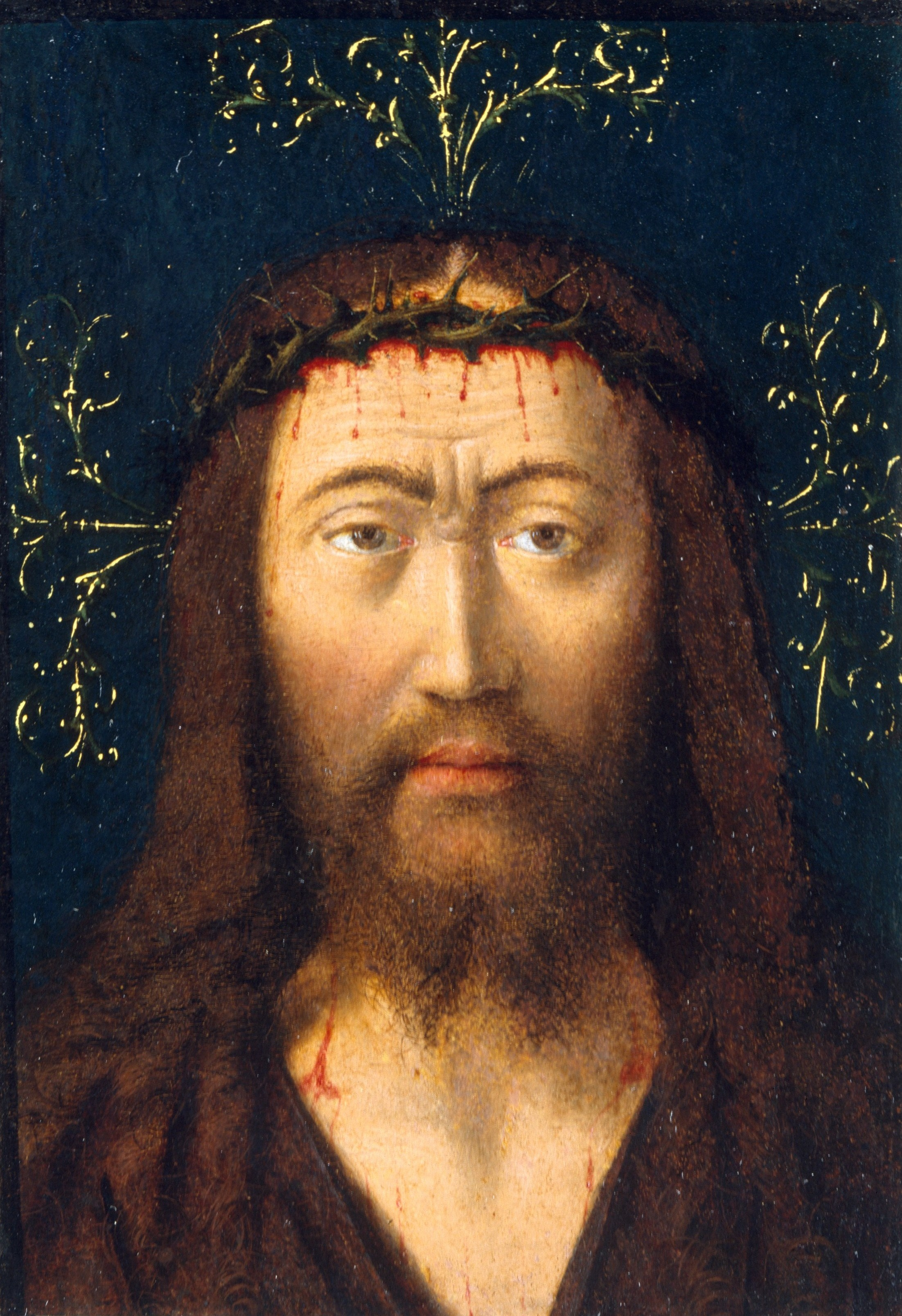
Petrus Christus (New York)
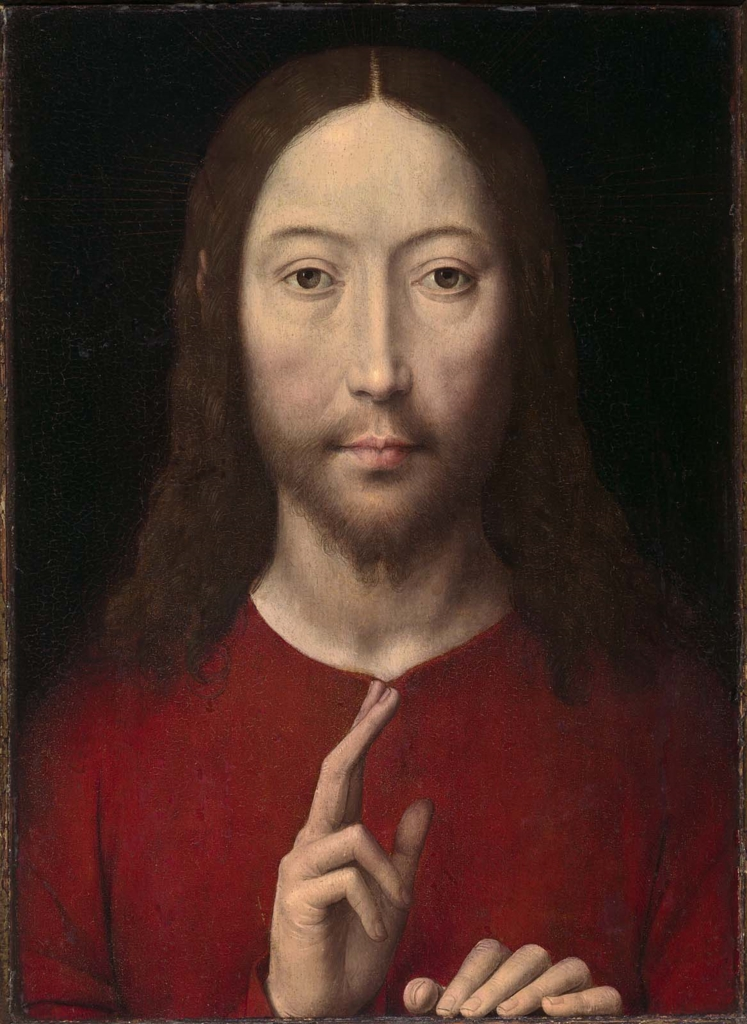
Hans Memling (Boston)
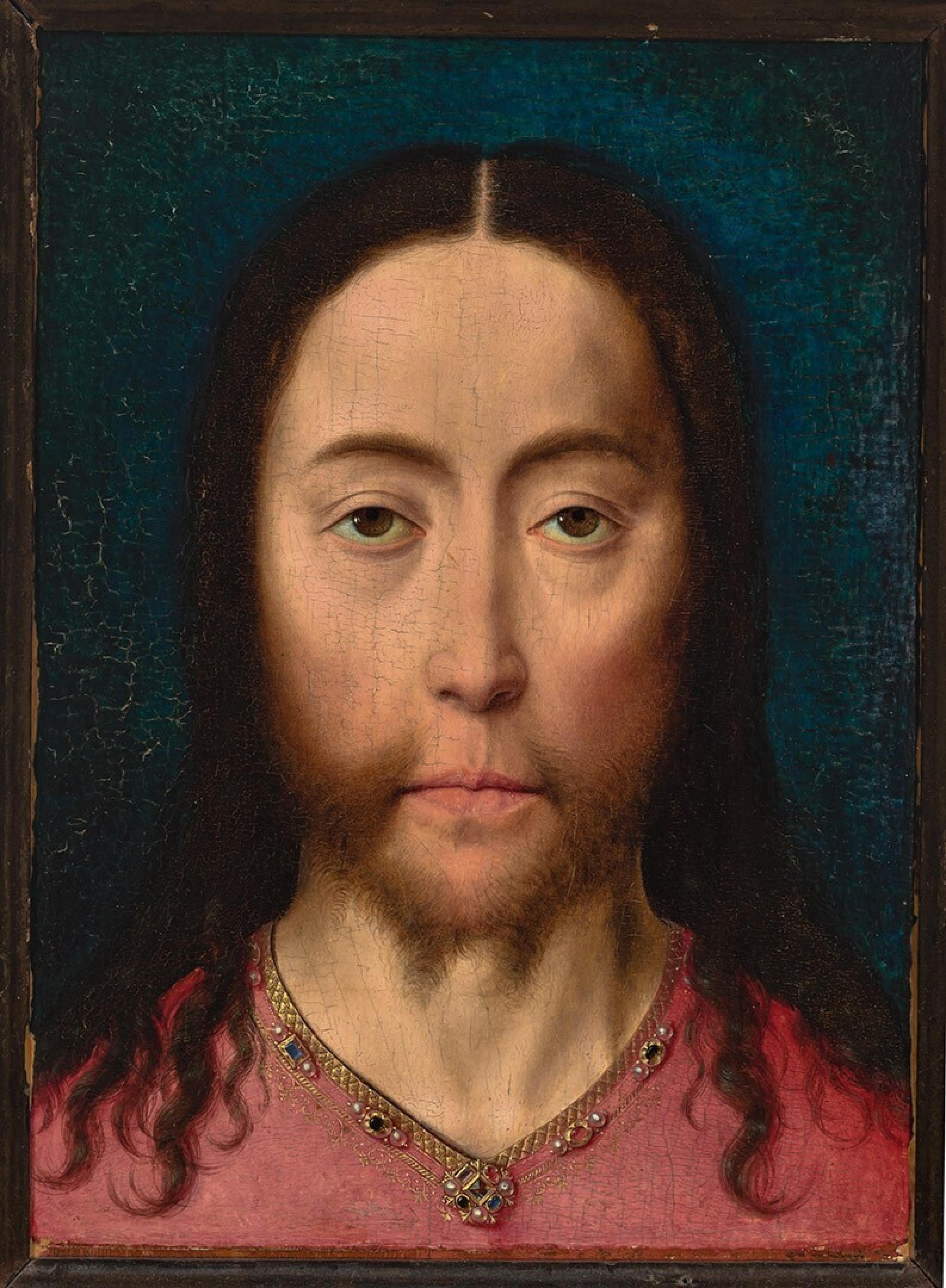
Dieric Bouts (Rotterdam)
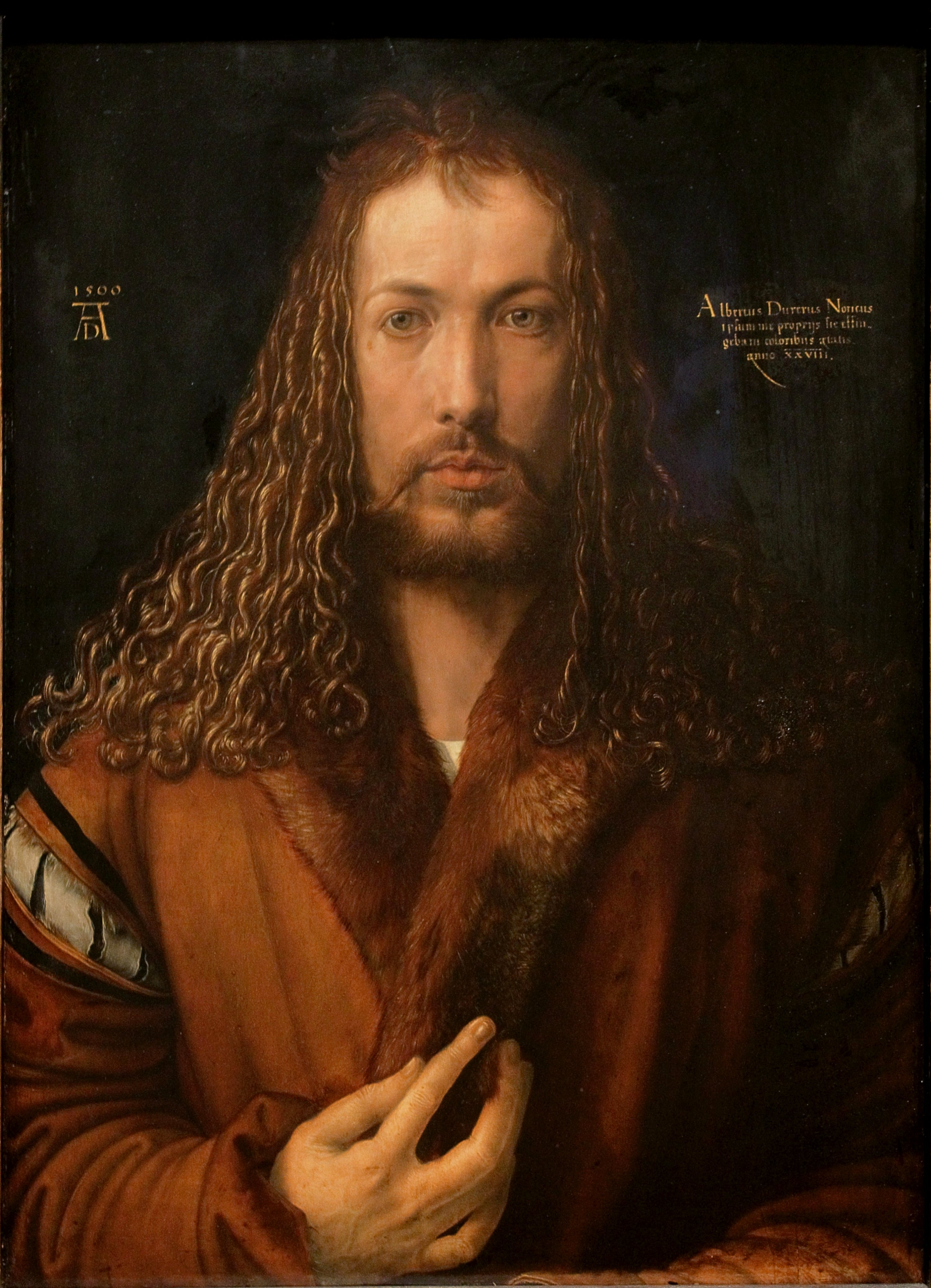
Albrecht Dürer (München)